# Beatriz Regina de Scala
Beatriz Regina della Scala (em italiano Beatrice Regina della Scala; Verona, 1331 — 18 de junho de 1384) foi uma nobre italiana, um membro da família Scaliger do norte da Itália. Era a esposa de Barnabé Visconti, Senhor de Milão, e mãe de seus dezessete filhos legítimos.

## Família
Beatriz Regina nasceu em Verona, em 1331, filha mais nova e única menina de Mastino II della Scala e da Taddea Carrara. Ela tinha três irmãos mais velhos, e cinco meio-irmãos ilegítimos. Seu pai, que era um membro da família Scaliger do norte da Itália, era senhor de Verona, Vicenza, Bréscia, Parma, e Luca. Seus avós paternos eram Alboino I della Scala e Beatrice, filha de Gilberto III da Correggio de Parma, e seus avós maternos eram Jacobo I da Carrara e Ana Gradenigo, filha de Pedro Gradenigo, Doge de Veneza e Tommasina Morosini.

## Descendência
Em 27 de setembro de 1350 em Verona, Beatriz Regina se casou com Barnabé Visconti, filho de Estéfano Visconti e Valentina Doria. Ela tinha dezenove anos de idade e ele vinte e sete. O casamento soldou uma poderosa aliança política entre Milão e Verona. Ele assumiu o poder como Senhor de Milão em 1354, doravante, Beatriz Regina foi denominada como Senhora de Milão.
Foi alegado que Barnabé era um déspota cruel e implacável, e um inimigo implacável da Igreja. Ele aproveitou a cidade papal de Bolonha, rejeitou o papa e sua autoridade, confiscou bens eclesiásticos, e proibiu qualquer um de seus súditos ter quaisquer relações com a Cúria. Ele foi excomungado por heresia em 1363 pelo Papa Urbano V, que pregou cruzada contra ele. Quando Barnabé estava em uma de suas raivas frequentes, somente Beatriz Regina foi capaz de se aproximar dele.
Juntos Barnabé e Beatriz Regina tiveram dezessete filhos:
1. Tadeia Visconti, Duquesa da Baviera (1351 — 28 de setembro de 1381), casou-se em 13 de outubro de 1364 com Estêvão III, Duque da Baviera, com quem teve três filhos, incluindo Isabel da Baviera, Rainha consorte do rei Carlos VI de França;
2. Viridis Visconti (1352 — 1414), casou-se com Leopoldo III, Duque de Baixa Áustria, com quem teve seis filhos;
3. Marco Visconti (Novembro de 1353 — 1382), casou-se com Isabel da Baviera;
4. Rodolfo Visconti, Senhor do Parma (1358 — 1388);
5. Ludovico Visconti (1358 — 7 de março de 1404), casou-se com Violante Visconti, viúva de Leonel de Antuérpia. Eles tiveram um filho, João, que deixou descendentes;
6. Carlo Visconti (Setembro de 1359 — agosto de 1403), casou-se com Beatriz de Armagnac, filha de João II, Conde de Armagnac e Joana de Périgord, com quem teve quatro filhos;
7. Valentina Visconti (1360 — 1393), casou-se, pela primeira vez, em 1378, com Pedro II de Chipre, com quem ela teve uma filha que morreu no início da infância; ela casou-se pela segunda vez com Galeácio, Conde de virtù;
8. Caterina Visconti, Duquesa de Milão (1361 — 17 de outubro de 1404), casou-se em 2 de outubro de 1380 como a segunda esposa de João Galeácio Visconti, o 1° Duque de Milão, com quem teve dois filhos, João Maria Visconti, 2° Duque de Milão; e Filipe Maria Visconti, 3° Duque de Milão, que foi pai de Bianca Maria Visconti com sua amante Inês del Maino;
9. Inês Visconti (1362 — 1391), casou-se em 1380 com Francisco I Gonzaga, com quem teve uma filha. Foi executada por suposto adultério;
10. Antônia Visconti (falecida em 26 de março de 1405), casou-se com Eberardo III de Vurtemberga, com quem teve três filhos;
11. Mastino Visconti (falecido em 1404), casou-se com Antônia de Scala (falecida em 1400), filha de Cangrande II;
12. Madalena Visconti (1366 — 17 de julho de 1404), casou-se com Frederico, Duque da Baviera, com quem teve cinco filhos, incluindo Henrique XVI da Baviera;
13. Aimoneta Visconti, casou-se com Luís I de Berton des Balbes;
14. Anglésia Visconti (falecida em 12 de outubro de 1439), em janeiro de 1400 casou-se com o rei Januário de Chipre, mas o casamento não teve filhos e foi dissolvido entre 1407 e 1409; casou-se em 1411 como sua segunda esposa, Carlota de Bourbon-La Marche, com quem teve seis filhos;
15. Giamastino Visconti (1370 - 19 de junho de 1405), casou-se com Cleofa della Scala (falecida em 1403), com quem teve três filhos. Ela era a filha de Cangrande II;
16. Lucia Visconti (1372 — 14 de abril de 1424), casou-se com Edmundo Holland, 4.º Conde de Kent, o casamento não teve filhos;
17. Isabel Visconti (1374 — 2 de fevereiro de 1432), casou-se em 26 de janeiro de 1395 com Ernesto, Duque da Baviera, com quem teve cinco filhos, incluindo Alberto III, Duque da Baviera.

Barnabé foi pai de pelo menos doze filhos ilegítimos por uma variedade de amantes.
Beatriz Regina morreu em 18 de junho de 1384 com 53 anos. Ela foi enterrada em Milão. Um ano e meio depois, seu marido foi deposto e depois envenenado por seu sobrinho e genro João Galeácio Visconti, que em 1395 se tornou o primeiro duque de Milão.